# Buttbrunnen

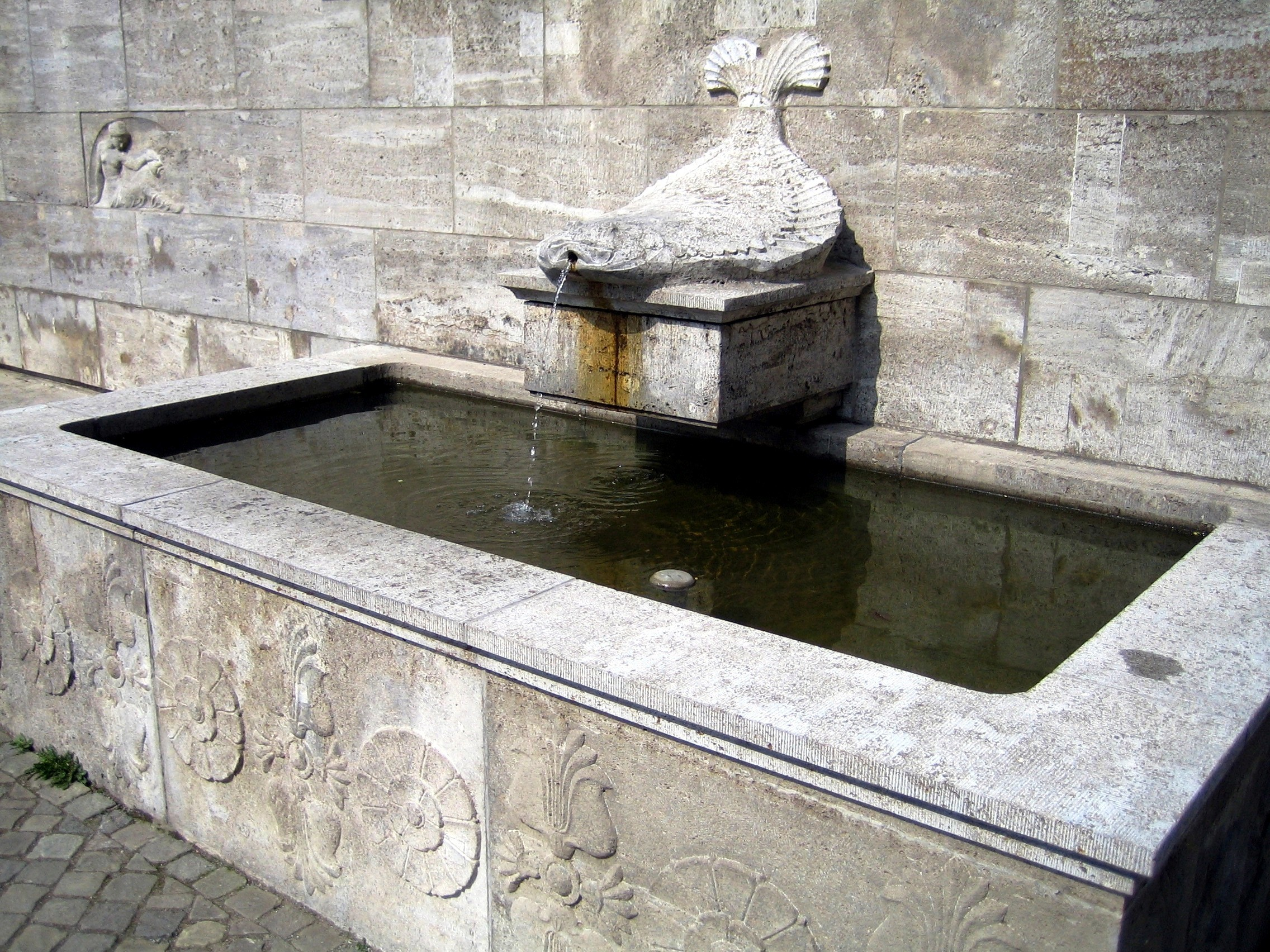
Der Buttbrunnen

Der Buttbrunnen ist eine kleine Brunnenanlage auf der Museumsinsel im Berliner Ortsteil Mitte. Sie entstand als eine verspielte Hommage an König Friedrich Wilhelm IV., den Bauherren des Neuen Museums. Der Buttbrunnen befindet sich unmittelbar westlich des Alten Museums an der Mauer zwischen zwei Treppenaufgängen, die vom Niveau des Lustgartens zur Eisernen Brücke über den Kupfergraben und zur heutigen Bodestraße führen. Der Höhenunterschied war entstanden, als zwischen 1914 und 1916 Brücke und Straße (damals noch Museumsstraße) erneuert und höher gelegt wurden. 1916 erhielt die südliche Stützmauer als Schmuck einen Wandbrunnen aus fränkischem Muschelkalk, entworfen von dem Berliner Bildhauer Robert Schirmer (1850–1923). Der Buttbrunnen wird auch als „Scholle auf dem Trockenen“ bezeichnet.

## Beschreibung der Anlage

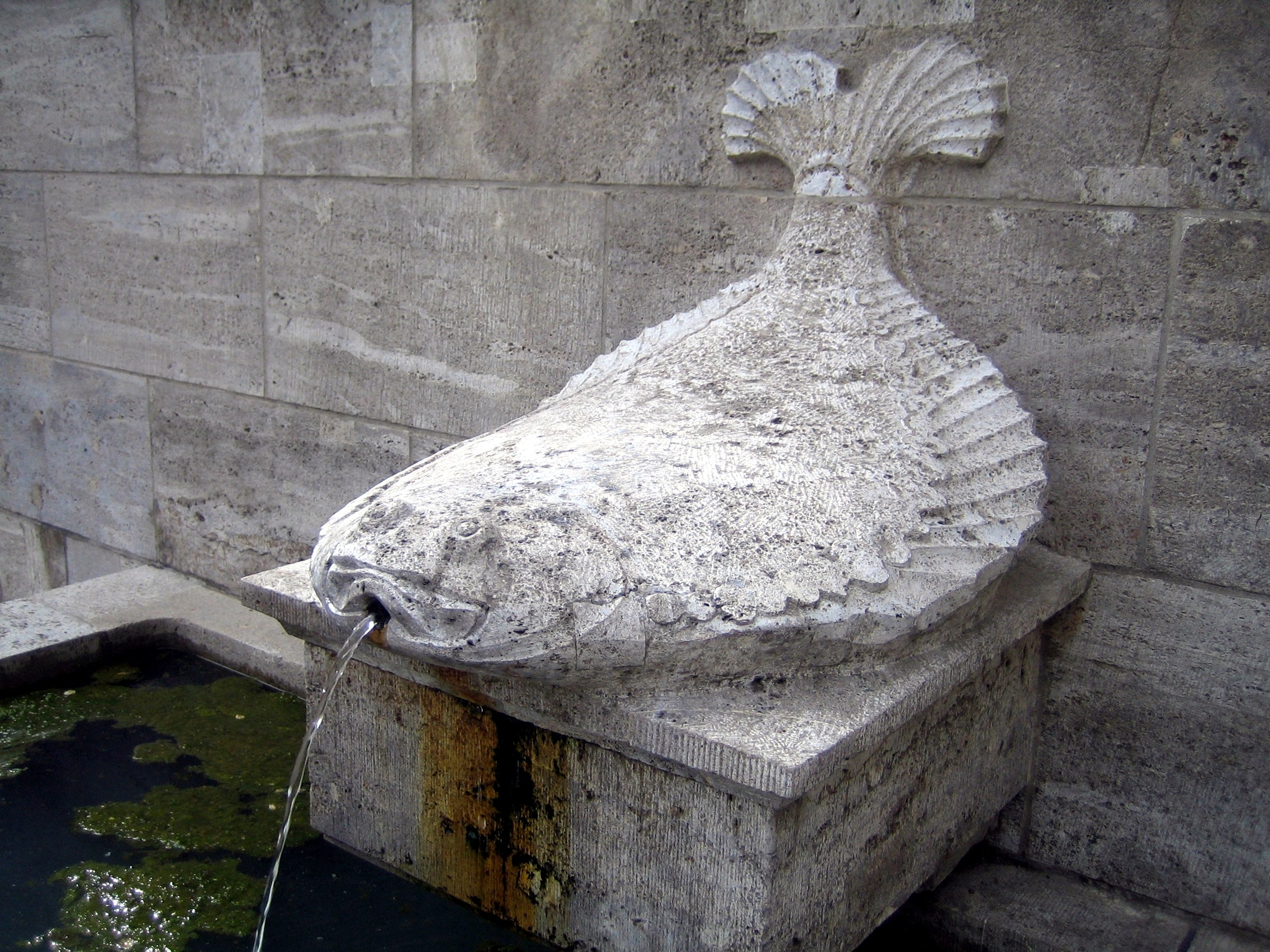
Der Butt, Detail

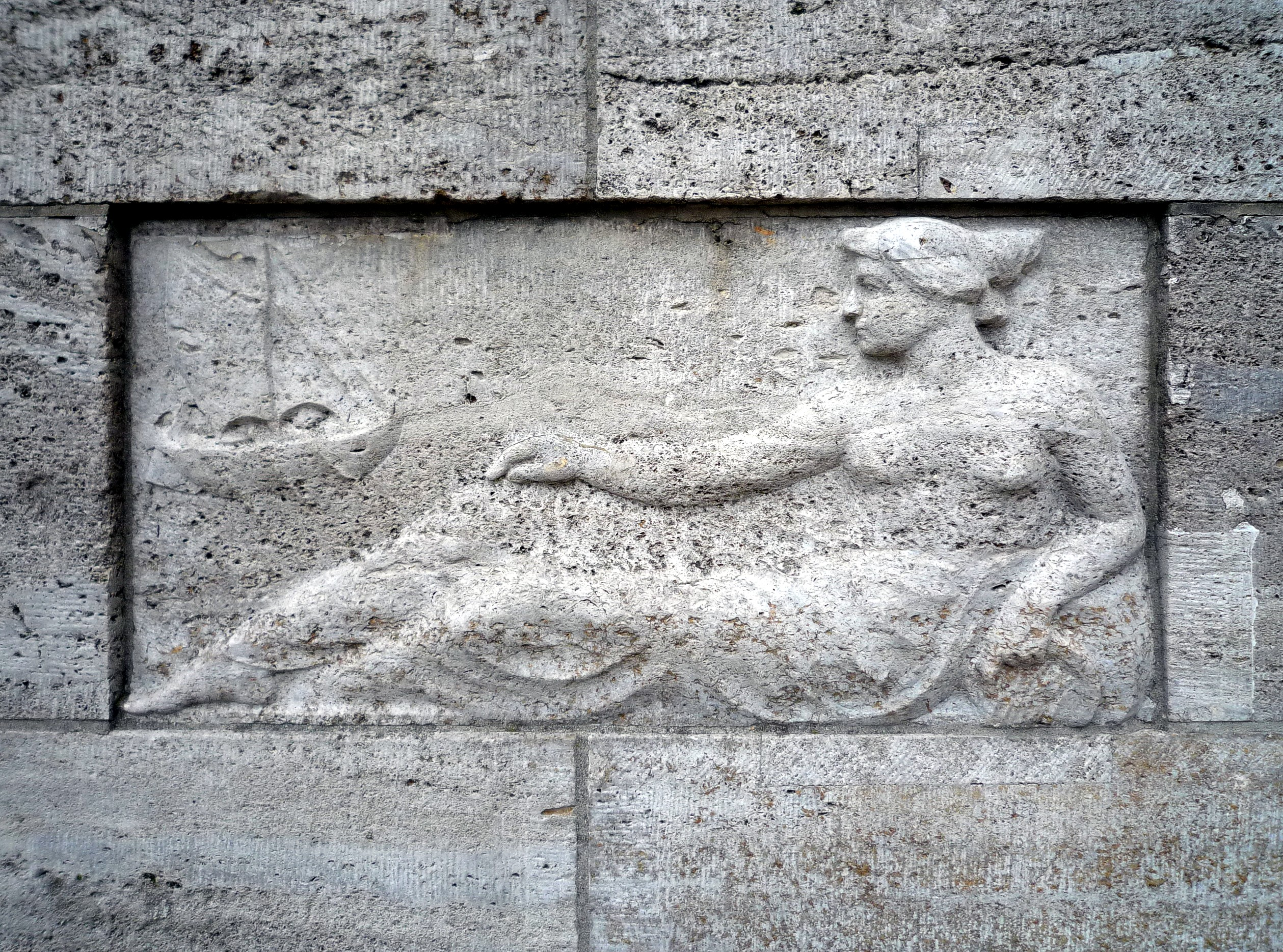
Flachrelief Die Spree

Vorbild des Buttbrunnens war ein Motiv vom Stibadium am Eingang der Römischen Bäder im Park von Sanssouci. Diese intime Anlage war in lockerer Folge seit 1829 nach Ideen des Kronprinzen Friedrich Wilhelm durch Ludwig Persius und Karl Friedrich Schinkel entstanden. Friedrich Wilhelm nannte sich wegen seiner Statur im Familienkreis selbstironisch Butt. Christian Daniel Rauch hatte um 1830 in Anspielung auf diese Bezeichnung einen wasserspendenden Butt aus Zink für den Zugang der Römischen Bäder geschaffen.
Das rechteckige, ornamentierte Brunnenbecken ist 3,20 Meter breit und 77 Zentimeter hoch. Seitlich davon sind zwei kleinformatige, allegorische Reliefs angebracht; die beiden Frauenfiguren sollen die Flüsse Spree (rechts) und Panke (links) symbolisieren. Auf einem Sockel dicht über dem Wasserspiegel des Beckens liegt ein wasserspeiender Plattfisch, der Butt. 

## Restaurierung
In jüngster Zeit wurde der Buttbrunnen restauriert, der Schriftsteller Günter Grass (Der Butt, 1977) hatte interessierte Bürger zu finanzieller Unterstützung aufgerufen: „Nicht über Verwahrlosung klagen, sondern aktiv werden.“